# Chtonobdella fallax
Chtonobdella fallax – gatunek lądowych pijawek z rzędu Arhynchobdellida i rodziny Haemadipsidae.

## Taksonomia
Gatunek został opisany przez Raphaëla Blancharda w 1917 jako przedstawiciel rodzaju Haemadipsa. W 1931 Hermann Augener umieścił go w rodzaju Chtonobdella, a w 1975 R. L. Richardson w nowo ustanowionym rodzaju Malagabdella. W 2016 zespół M. Tesslera, analizując pokrewieństwo pijawek lądowych, uznał, że nie ma podstaw do wyróżniania 31 rodzajów, w tym Malagabdella, a ich przedstawicieli należy włączyć do rodzaju Chtonobdella. 

## Opis
Grzbietowa część ciała beżowa z szerokim środkowym pasem barwy beżowej z jasnobrązową linią przez środek. Okołośrodkowo ciemno cętkowana z ciemnym wzorem przypominającym ogniwa łańcuszka, z których każde ma ciemnobrązową do czarnej obwódkę i beżowe wnętrze. Strona brzuszna beżowa z dwoma okołośrodkowymi ciemnobrązowymi do czarnych liniami, z których każda jest grubsza z przodu i zanika lub zwęża się ku tyłowi. Pijawka dwuszczęka. Po parze plamek ocznych na każdym metamerze głowowym (tj. od II do IV). Nefropory boczne między pierścieniami a2 i b2 każdego metameru zaczynając od VIII. Tylna, brzuszna przyssawka z 57 promienistymi prążkami po stronie brzusznej. Otwory płciowe (gonopory) męskie między pierścieniami b5 i b6 XI metameru a żeńskie między pierścieniami b5 i b6 lub z przodu b6 metameru XII.

## Odżywianie
Gatunek krwiopijny. Nie wykazuje specjalizacji w doborze ofiar i odżywia się krwią lądowych kręgowców ze wszystkich ich grup. Zwykle są to zwierzęta przebywające na ziemi lub w niskich warstwach drzewostanu. Jest pierwszym gatunkiem lądowych pijawek, u których udokumentowano zdolność do aktywnego skakania.

## Występowanie
Gatunek ten jest endemitem Madagaskaru. Został opisany na podstawie okazów muzealnych. Ma dwa syntypy, a miejscem typowym są nadbrzeżne lasy na wschodzie tej wyspy. Jest dość pospolity.